# 1603

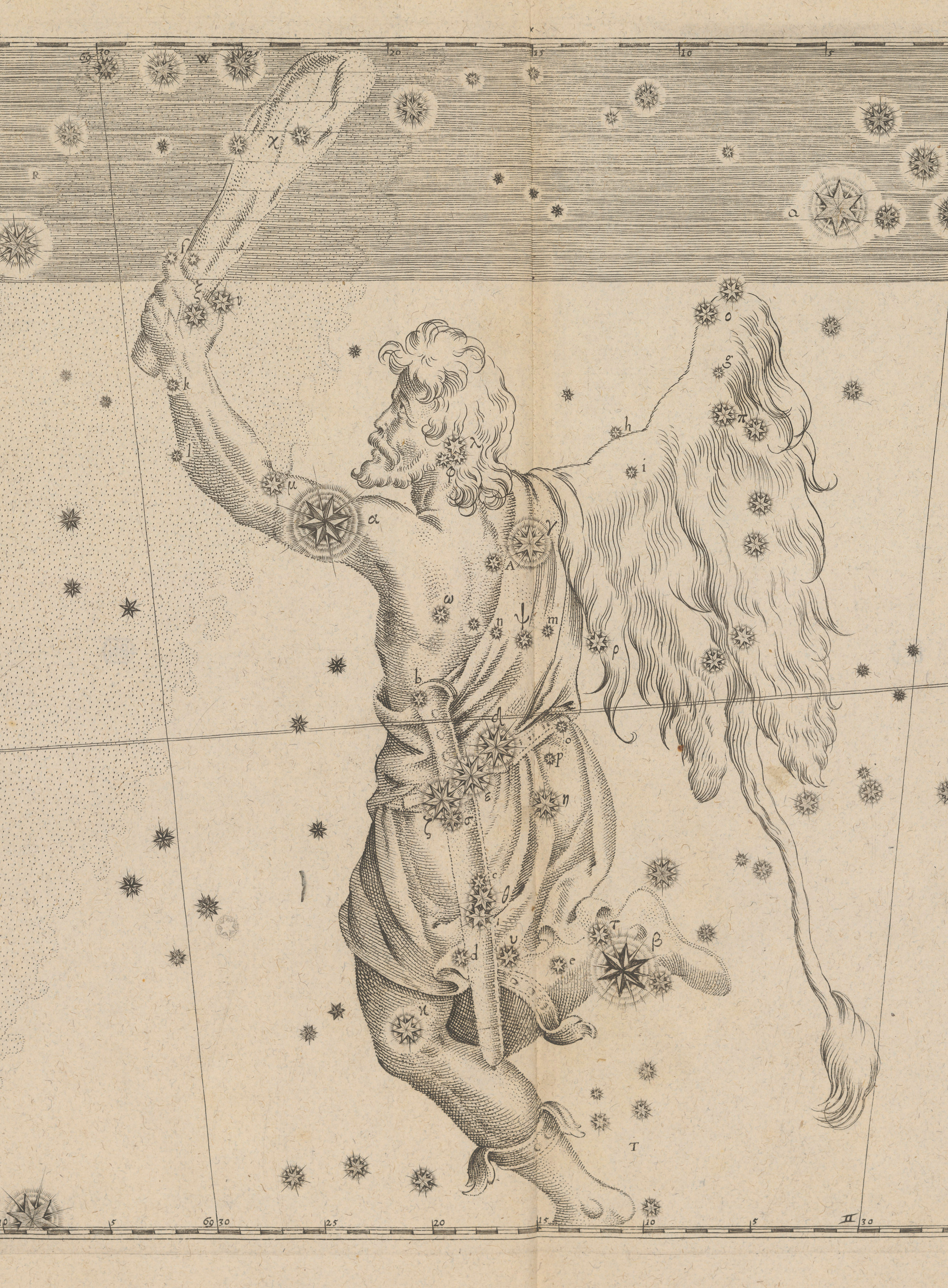
Orion in de Uranometria van Johannes Bayer

Het jaar 1603 is het 3e jaar in de 17e eeuw volgens de christelijke jaartelling.

## Gebeurtenissen
maart
- 24 - De Engelse koningin Elizabeth I sterft kinderloos. Haar neef, Jacobus VI van Schotland wordt Jacobus I van Engeland, en verhuist naar Londen. Engeland en Schotland worden in een personele unie verbonden.
- 30 - Met de ondertekening van het Verdrag van Mellifont komt een einde aan de Ierse opstand tegen het Engelse gezag. Ulster komt onder Brits bewind.

april
- 8 - Vergelijk van Den Haag: Met de graaf van Oost-Friesland wordt een nieuw verdrag gesloten, waarin hij de Nederlandse bezetting (en de kerkelijke gevolgen) voor onbepaalde tijd moet aanvaarden.

mei
- 19 - Het toneelgezelschap van William Shakespeare krijgt een koninklijk charter en heet vanaf nu de King's Men.
- 26 - Slag bij Sluis, tussen de Spaanse vloot onder Federico Spinola en de Zeeuwen onder Joost de Moor.

juni
- 2 - In Tielt bezwijkt de boerin Tanneke Sconyncx na een half jaar gevangenschap met scherp verhoor.
- 17 - De zoons van Joachim Ernst van Anhalt, die sinds zijn dood in 1586 gemeenschappelijk regeren, sluiten een verdrag waarbij het vorstendom Anhalt opgedeeld wordt. Het verdrag werd in 1806 uitgevoerd.

september
- 13 - De Staten-Generaal van de Nederlanden bepalen de samenstelling van de Staten van Drente: drie leden van de ridderschap krijgen samen één stem, en zes eigenerfden brengen samen twee stemmen uit. Drente wordt voortaan bestuurd door een drost met gedeputeerden.
- 20 - De Franse ontdekkingsreiziger Samuel de Champlain komt terug met een topografische kaart van de Saint Lawrencerivier.

december
- 22 - Ahmed I (1590-1617), 14e sultan van het Osmaanse Rijk, volgt zijn overleden vader, Mehmed III, op.

zonder datum
- De Nederlandse admiraal Jacob van Heemskerck verovert in de Straat Malakka een rijk beladen Portugese koopvaarder. Portugal is deel van het Spaanse koninkrijk. Deze gebeurtenis inspireert Hugo de Groot tot zijn verhandeling over het buitrecht (1604).
- De Tweede Lange Oorlog breekt uit tussen het Turkse en het Perzische Rijk (tot 1619).
- In Japan neemt Tokugawa Ieyasu het shogunaat van de Ashikaga over.
- De astronoom Johannes Bayer publiceert de Uranometria, de eerste wetenschappelijke sterrenatlas.

## Muziek
- Publicatie van het Vierde Boek Madrigalen van Claudio Monteverdi.
- Cornelis Schuyt componeert de bundel Hollandsche madrigalen met vijf, ses, ende acht stemmen.

## Beeldende kunst

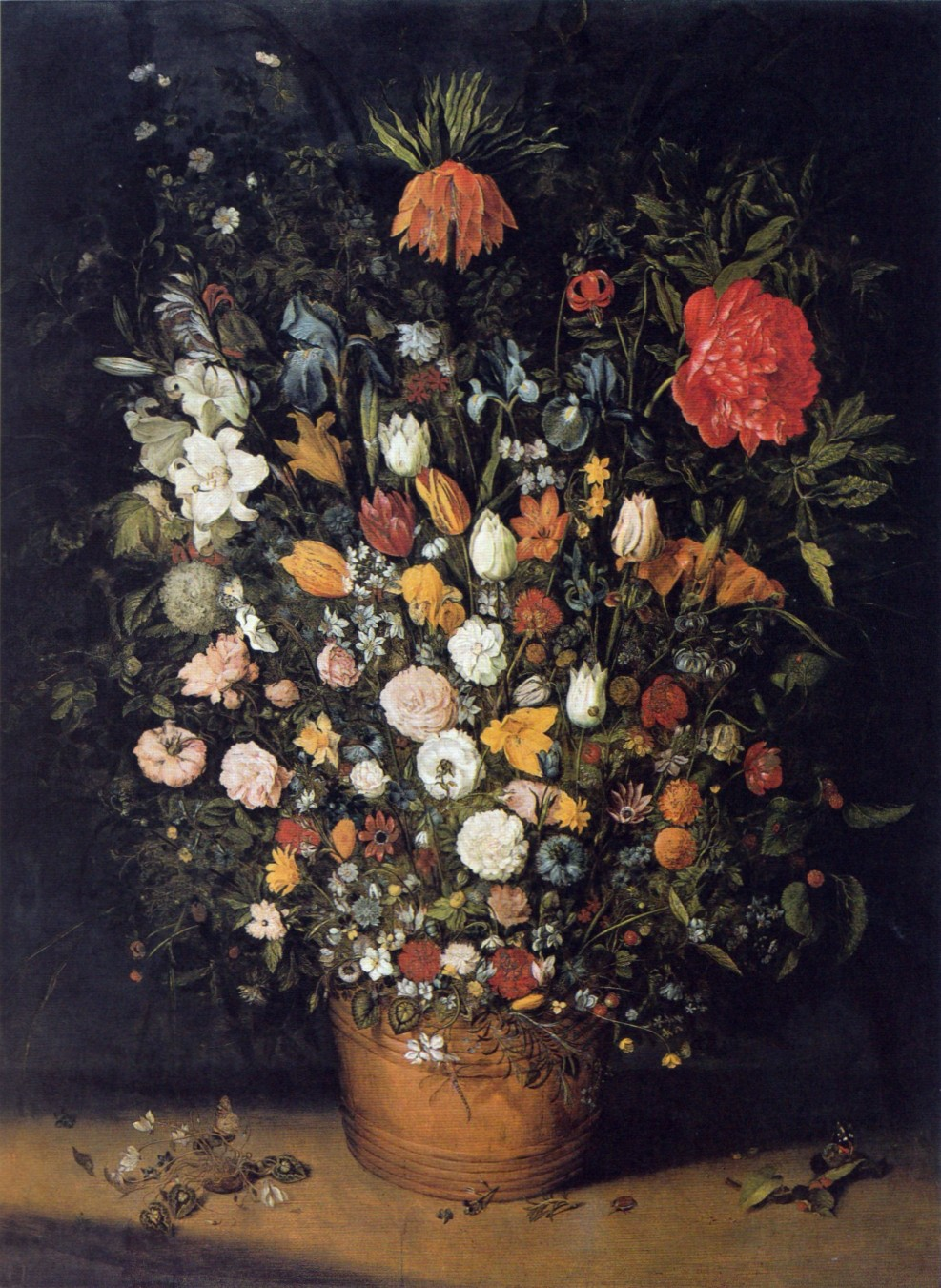
Vaas met bloemenboeket (1603), Jan Brueghel de Oude, Alte Pinakothek, München
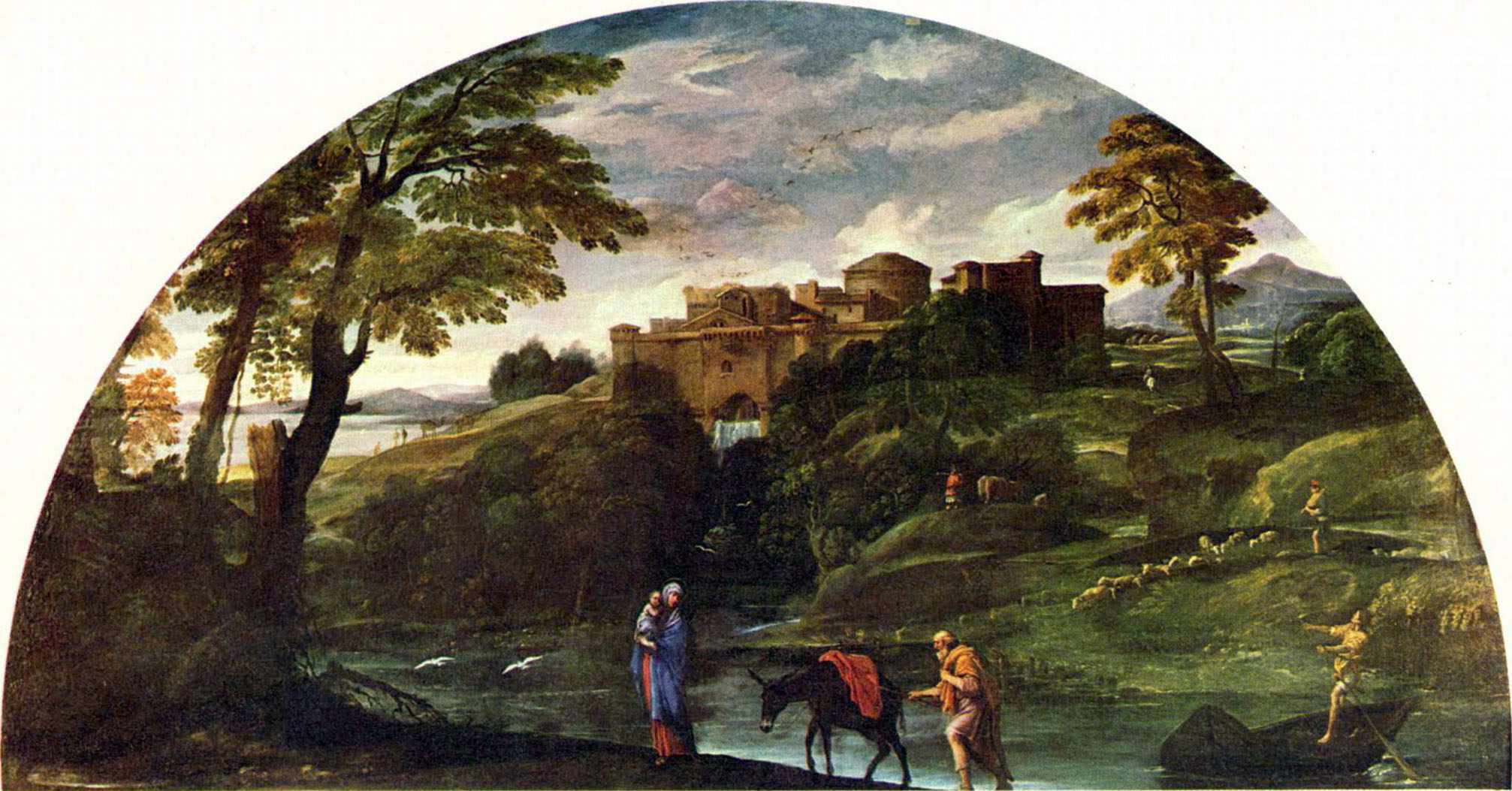
De Vlucht naar Egypte (1603) Annibale Carracci, Galleria Doria-Pamphili, Rome
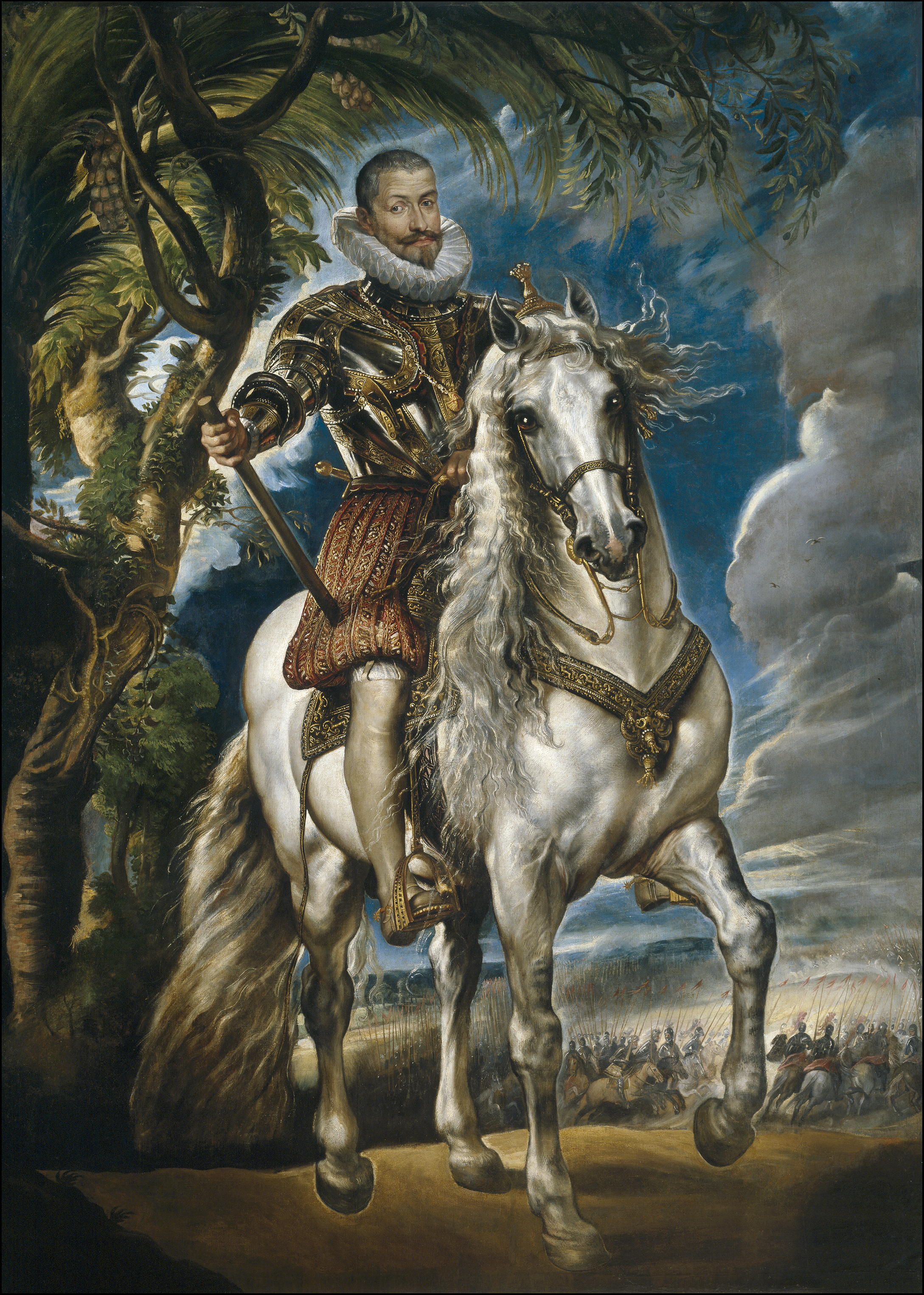
Hertog van Lerma (1603) Peter Paul Rubens, Prado

## Bouwkunst

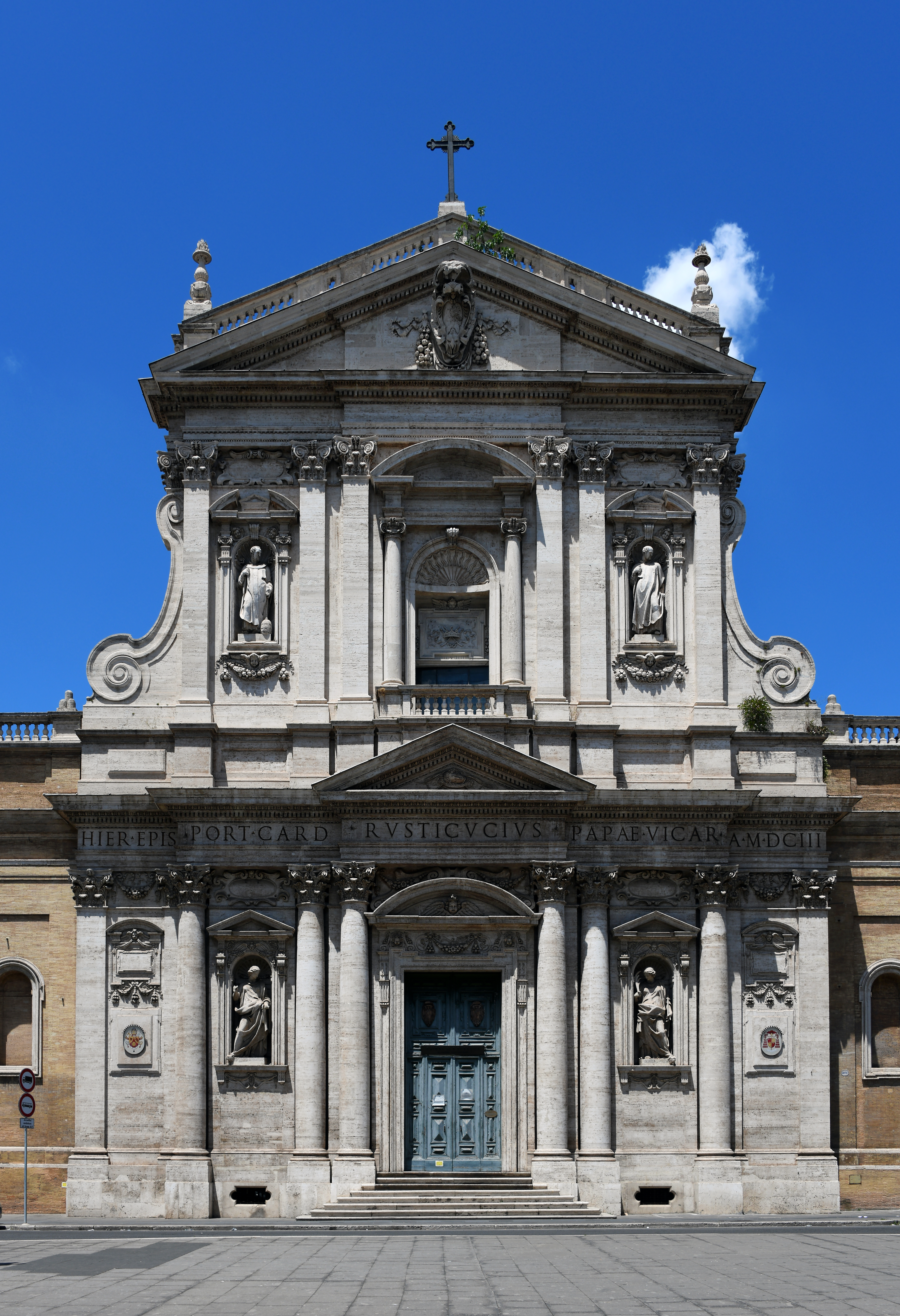
Façade Santa Susanna, Rome (1603) Carlo Maderno
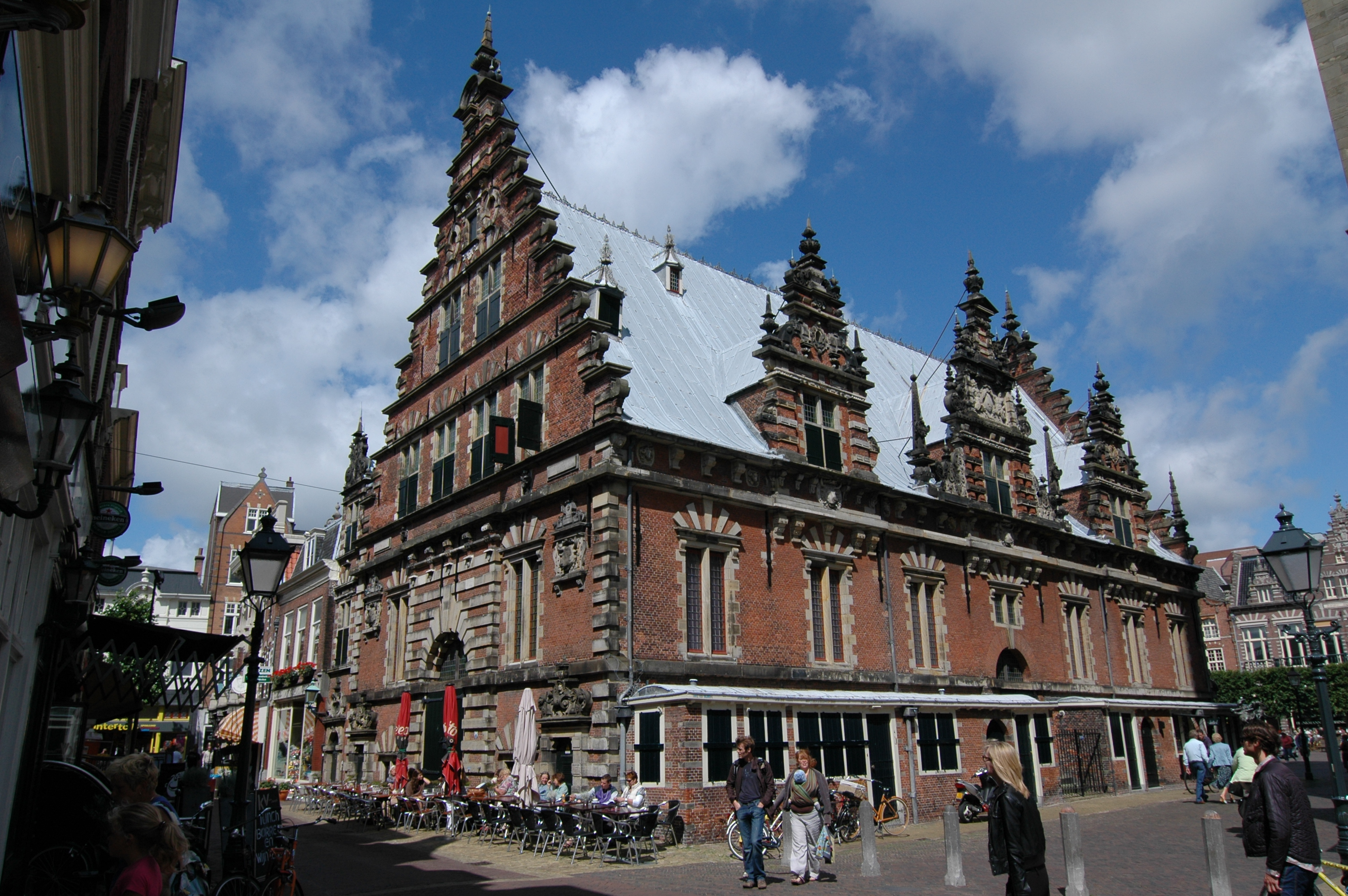
Vleeshal (Haarlem) (1603) Lieven de Key

## Geboren
maart

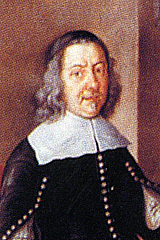
Johan van Nassau-Idstein
geboren 1603

- 18 - Johan IV van Portugal, achtste hertog van Bragança en van 1640 tot 1656 koning van Portugal (overleden 1656)

september
- 14 - Maria Ortiz, Braziliaans heldin (overleden 1646)

november
- 24 - Johan van Nassau-Idstein, graaf van Nassau-Idstein (overleden 1677)

datum onbekend
- Abel Tasman, Nederlands ontdekkingsreiziger, naamgever van Tasmanië (overleden 1659)
- Gysbert Japicx, Fries schrijver (overleden 1666)
- Denis Gaultier, Frans luitspeler en componist (overleden 1672)
- Nicolaus Knüpfer, Nederlands kunstschilder van Duitse afkomst (overleden 1660)

## Overleden
maart
- 24 - Elizabeth I (69), koningin van Engeland en Ierland

juli
- 4 - Philippus de Monte (~82), Zuid-Nederlands componist

augustus
- 22 - Clara Goessen, laatste veroordeelde in een reeks heksenprocessen te Antwerpen

november
- Herman Moded (~83), Nederlands predikant, betrokken bij de groei van het calvinisme in Antwerpen

december
- 13 - François Viète (63), Frans wiskundige, rechtsgeleerde en parlementariër